# Barbara Bachová
Barbara Bachová (* 28. srpna 1946 Queens, New York) je americká herečka, modelka a psycholožka, známá rolí Bond girl Ani Amasovové v bondovce Špion, který mě miloval z roku 1977 a manželstvím s bývalým bubeníkem skupiny Beatles Ringo Starrem.

## Osobní a profesní život
Narodila se do rodiny irské katoličky Marjorie a rakouského Žida Howarda Goldbachových v Rosedale na předměstí newyorské čtvrti Queens jako nejstarší z pěti sourozenců. Otec pracoval jako policista. Navštěvovala katolickou střední školu, kterou v šestnácti letech opustila, aby se mohla vydat na dráhu modelky. V roce 1968 se poprvé provdala za italského obchodníka Augusto Gregoriniho, kterého poznala v Římě. Rodina žila v Itálii. Z manželství vzešla dcera zpěvačka Francesca Gregorini (* 1968) a syn Gianni (* 1972).
Svou hereckou kariéru začala v roce 1968, když se objevila v televizním seriálu Odysseova dobrodružství. O tři roky později se objevila s dalšími dvěma Bond girls Claudine Augerovou a Barbarou Bouchetovou v kriminálním snímku La Tarantola dal ventre nero (1971). Roku 1975 opustila manžela a přestěhovala se s dětmi do Los Angeles ve Spojených státech. Přívlastek sexuálního symbolu získala postavou Bondovy dívky majorky Aňy Amasovové v desátem filmu série Špion, který mě miloval z roku 1977, jenž získal tři nominace na Oscary. Následoval válečný snímek Oddíl 10 z Navarone (1978), ve kterém hrála po boku Harrisona Forda a Roberta Shawea. Celkem natočila 28 filmů, ačkoliv s hereckou profesí skončila již v polovině 80. let. Několikrát se objevila ve vydáních časopisu Playboy (1977–1981, 1985, 2008).
Během natáčení komedie Caveman (1981) začala vztah s bývalým členem skupiny Beatles Ringo Starrem, který ztvárnil jednu z hlavních postav. Provdala se za něj v dubnu 1981. Objevila se i v některých jeho videoklipech, stejně tak i její hlas lze v písních nalézt. V roce 1993 absolvovala Kalifornskou univerzitu v Los Angeles a stala se magistrou psychologie. Spolu s dalšími kolegy, Georgem Harrrisonem či Ericem Claptonem, zahájila podpůrný „Svépomocný léčebný program pro narkomany“ (Self Help Addiction Recovery Program, S.H.A.R.P.). S manželem založili charitativní organizaci The Lotus Foundation.

## Herecká filmografie

### Film a televize
| Rok  | Název                                                                                           | Role             |
| ---- | ----------------------------------------------------------------------------------------------- | ---------------- |
| 1968 | L' Odissea (Odysseova dobrodružství)                                                            | Nausicaa         |
| 1971 | Mio padre Monsignore                                                                            | Chiara           |
| 1971 | La Tarantola dal ventre nero (angl. Black Belly of the Tarantula)                               | Jenny            |
| 1971 | La Corta notte delle bambole di vetro (angl. Paralyzed / Short Night of Glass Dolls)            | Mira Svobodová   |
| 1971 | Un peu de soleil dans l'eau froide (angl. A Few Hours of Sunlight / A Little Sun in Cold Water) | Héloïse/Elvire   |
| 1972 | I Predatori si muovono all'alba                                                                 | Helen            |
| 1973 | Paolo il caldo (angl. The Sensual Man / The Sensuous Sicilian)                                  |                  |
| 1973 | Il Maschio ruspante                                                                             | Rema             |
| 1973 | L' Ultima chance (angl. Last Chance / Motel of Fear)                                            | Emily            |
| 1974 | Il Cittadino si ribella (angl. Street Law / The Citizen Rebels)                                 | Barbara          |
| 1975 | Il Lupo dei mari (angl. Legend of the Sea Wolf / Larsen, Wolf of the Seven Seas)                | Maud Brewster    |
| 1977 | Ecco noi per esempio                                                                            |                  |
| 1977 | The Spy Who Loved Me (Špion, který mě miloval)                                                  | Aňa Amasovová    |
| 1978 | Force 10 from Navarone (Oddíl 10 z Navarone/ Komando 10 z Navarone)                             | Maritza Petrovič |
| 1979 | L' Isola degli uomini pesce (angl. The Island of the Fishmen / Island of Mutations / Screamers) | Amanda Marvin    |
| 1979 | L' Umanoide (angl. The Humanoid)                                                                | Lady Agatha      |
| 1979 | Jaguar Lives (Jaguár žije!)                                                                     | Anna Thompson    |
| 1979 | Il Fiume del grande caimano (angl. Alligators / The Big Alligator River / The Great Alligator)  | Alice Brandt     |
| 1980 | Up the Academy (Podporujte akademii)                                                            | Bliss            |
| 1981 | Caveman                                                                                         | Lana             |
| 1981 | The Unseen                                                                                      | Jennifer Fast    |
| 1982 | The Cooler                                                                                      |                  |
| 1983 | Princess Daisy                                                                                  | Vanessa Valerian |
| 1984 | Give My Regards to Broad Street (Pozdravujte na Broad Street)                                   | novinářka        |
| 1986 | To the North of Katmandu                                                                        |                  |

### Dokumentární
| Rok  | Název                     |
| ---- | ------------------------- |
| 1987 | The Magic Years, Volume 2 |
| 1999 | And the Word Was Bond     |
| 1999 | Příběh Jamese Bonda       |
| 2002 | Bondovy dívky jsou věčné  |